# Indolophus
Indolophus — вимерлий рід тапіруватих (Tapiroidea). Скам'янілості були знайдені в ранньому еоцені М'янми.

## Опис
Індолофа можна відрізнити від інших тапіроморфів за характеристиками верхнього зубного ряду; він відрізняється від інших базальних тапіроморфів тим, що має більш розвинений моляр, протолофід і гіполофід.